# Васильєвська сільська рада (Октябрський район)
Васи́льєвська сільська рада (рос. Васильевский сельский совет) — сільське поселення у складі Октябрського району Оренбурзької області Росії.
Адміністративний центр та єдиний населений пункт — село Васильєвка.

## Населення
Населення — 479 осіб (2019; 488 в 2010, 653 у 2002).